# Ergasilus manicatus
Ergasilus manicatus är en kräftdjursart som beskrevs av C. B. Wilson 1911. Ergasilus manicatus ingår i släktet Ergasilus och familjen Ergasilidae. Inga underarter finns listade i Catalogue of Life.